# Gilded Age

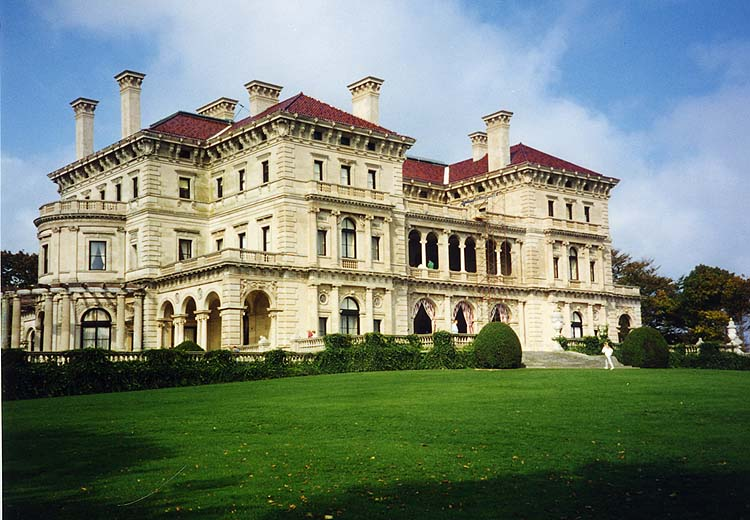
"The Breakers", mansió de la Gilded Age a Newport, Rhode Island.

En la història dels Estats Units d'Amèrica, la Gilded Age ("edat daurada") és el període després de la Guerra de Secessió i de la Reconstrucció, de la dècada del 1870 a la del 1890, en què el país conegué una expansió econòmica, industrial i demogràfica sense precedents. La Gilded Age s'encavalca amb la Reconstrucció (que s'acabà el 1877) i inclou el pànic del 1873. L'època es caracteritzà per un creixement extraordinàriament ràpid del ferrocarril, petites fàbriques, bancs, magatzems, mines i altres negocis familiars, juntament amb una dramàtica expansió en les terres arables altament fèrtils de l'oest. També hi hagué un gran augment de la diversitat ètnica dels immigrants, atrets per les promocions de les companyies de navegació i de ferrocarril, que destacaven la possibilitat de trobar feina i terres arables. Li segueix l'anomenada Era Progressista o Progressive Era, fins al 1920.